# Gnidia strigillosa
Gnidia strigillosa är en tibastväxtart som beskrevs av Carl Daniel Friedrich Meisner. Gnidia strigillosa ingår i släktet Gnidia och familjen tibastväxter. Inga underarter finns listade i Catalogue of Life.